# 麻逸國
麻逸國，是菲律賓中世紀時代古國，也是第一個出現在外國記錄中的菲律賓古國。
麻逸國首次出現在中國宋代記錄諸蕃誌中，也出現在10世紀汶萊的紀錄，根據這些和其他的資料，當代學者多認為麻逸國位於呂宋島內湖省或民都洛島。
在元代的島夷志略中稱麻逸國脈平坦而寬闊”，“田地肥沃”，“氣候相當炎熱”。
主要物產是布、蜂蠟、龜甲、檳榔，作為交換，當地人接受了「瓷器、交易黃金、鐵鍋、鉛、彩色玻璃珠和鐵針」等產品。
他們可能以佛教為宗教。